# 古冶区
古冶区是河北省唐山市的市辖区，地处唐山市中东部地区，东临滦县，西接开平区。是一个产煤区，著名的开滦公司下设五个矿在本区。经济以煤炭为主。區人民政府駐京華街道。

## 地名
“古冶”地名一说源自“千斤冶”。古冶一带的冶铁活动可追溯至商代，西汉时这里称为千斤冶，后来演化为古冶。另一说源自“古爷”，据说明朝永乐年间古姓的冶铁高手移居此地，百姓尊其为古爷，官方后来将发音接近的古冶作为地名。

## 行政区划
古冶区下辖5个街道办事处、2个镇、3个乡：
林西街道、唐家庄街道、古冶街道、赵各庄街道、京华街道、范各庄镇、卑家店镇、王辇庄乡、习家套乡和大庄坨乡。

## 交通
- 205国道过境。

## 人口
根據全國第七次人口普查數據顯示，截至2020年11月1日零時，常住人口317932人。
古冶区总人口36.2万，其中：城市人口27.1万，农业人口9.1万。2011年，古冶区人口出生率5.59‰，政策生育率98.14%，性别比104，已连续12年实现人口负增长。

### 民族
有汉、回、满、蒙古、土家、朝鲜、藏、壮、苗、彝、布依、维吾尔、侗、达斡尔、锡伯、俄罗斯、佤、畲等18个民族，汉族人口占总人口的98.4%。

## 宗教

### 庙
多为明清时所建，有文字可考者共有13处：
- 真武庙
- 三官庙
- 观音庙
- 蚕姑庙
- 娘娘庙
- 关帝庙

### 佛教
- 多宝佛塔[7]

### 伊斯兰教
- 古冶清真寺，始建于1876年[8][9]。

### 基督教
- 唐家庄基督教堂[10]

## 当地名人
- 岳美中，中医学家
- 张广厚，数学家
- 节振国